# Szejdnajai kolostor

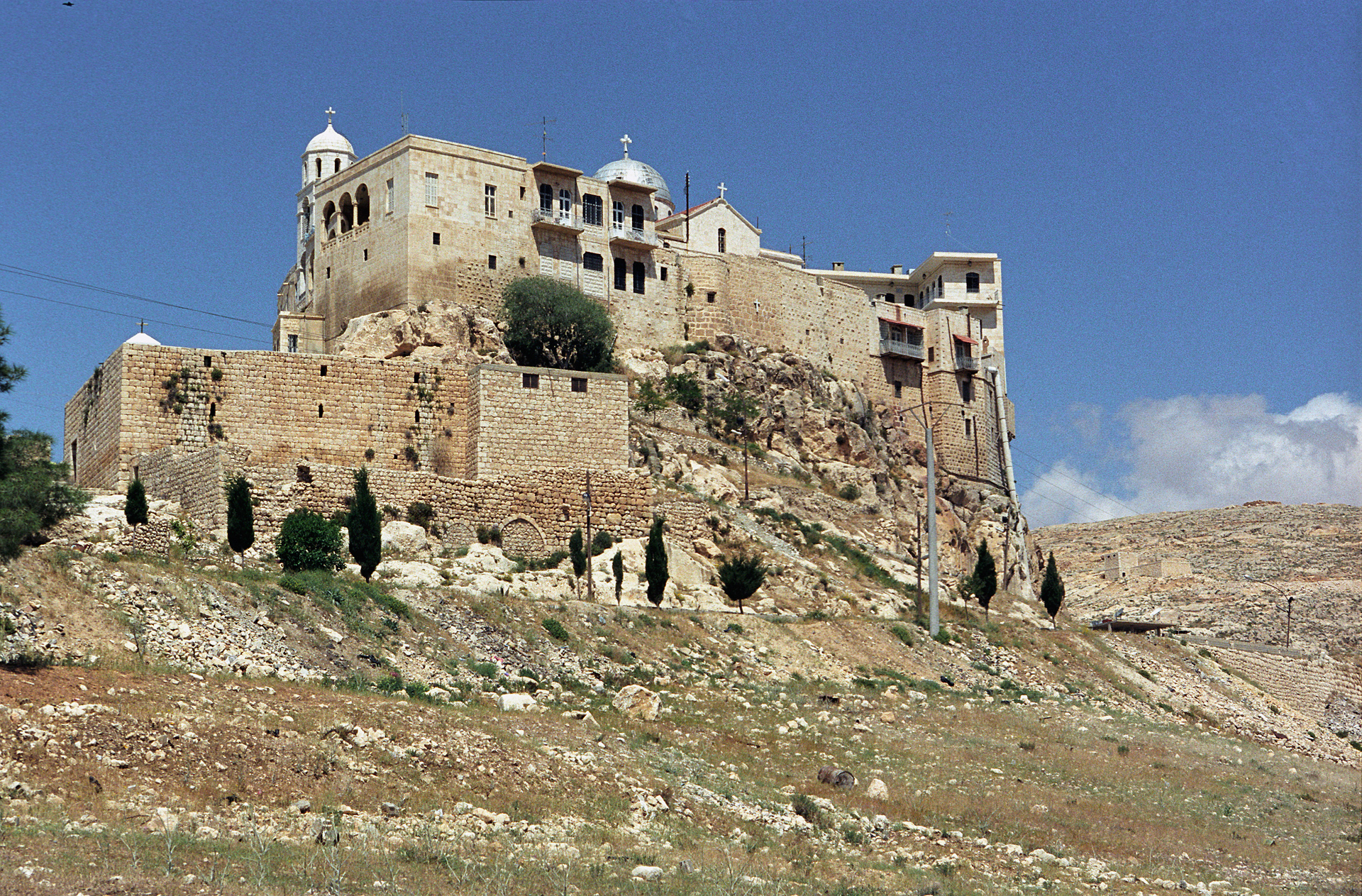

A Szejdnajai kolostort I. Iusztinianosz bizánci császár alapította a hatodik században.

## Története

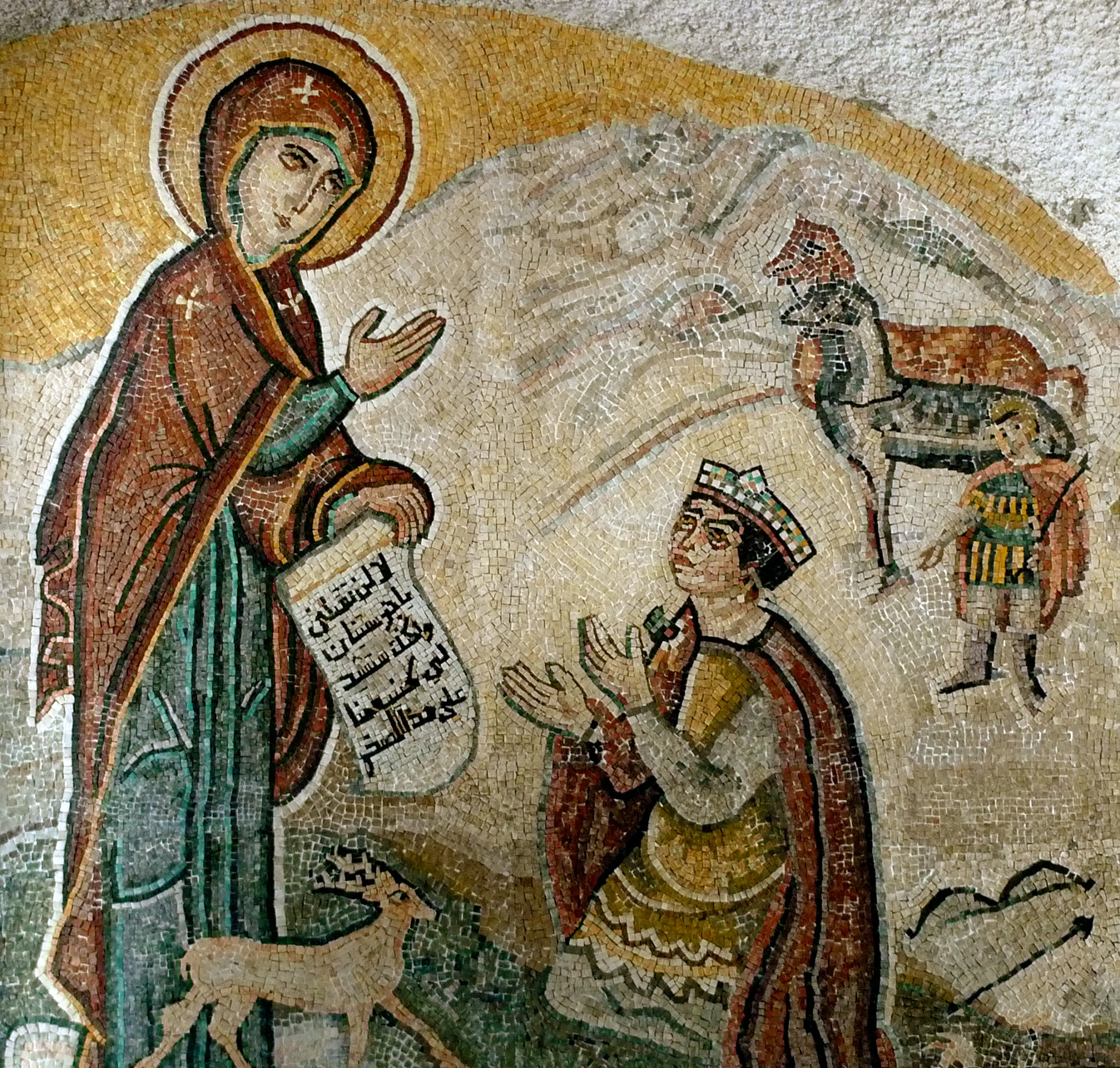
Szűz Mária Justinianushoz való megjelenésének mozaikja

A kolostort a hatodik században I. Iusztinianosz bizánci császár alapította, akinek Szűz Mária először gazella formájában jelent meg.
A kolostort a keresztes hadjárat krónikáiban "Notre-Dame de Sardenaye" -nek hívták.